# Емо
Емо (англ. emo /ˈiːmoʊ/) — жанр рок-музики, який характеризується акцентом на вираження емоцій, іноді через сповідальні слова пісень. Емо виник як стиль постгардкору з хардкор-панку середини 1980-х міста Вашингтона, де його знали як «емоційний хардкор» або «емокор». Піонерами жанру були такі гурти як Rites of Spring і Embrace. На початку-середині 1990-х емо був адаптований і перероджений гуртами альтернативного року, інді-року, поппанку, як-от Sunny Day Real Estate, Jawbreaker, Weezer і Jimmy Eat World. У середині 1990-х, такі гурти як Braid, the Promise Ring і the Get Up Kids виникли з бурхливого процвітання мідвест-емосцени, і кілька незалежних лейблів почали спеціалізуватися саме на цьому піджанрі. Тим часом, скримо, агресивніший піджанр емомузики, де використовується скримінг, з'явився зусиллями таких гуртів із Сан-Дієго як Heroin і Antioch Arrow.

## Історія емо

### Передісторія
Emo (emotional) — підвид хардкор-панку, названий так, щоб дати визначення новому стилю DIY (Do It Yourself) гуртів, які прагнули обійти стандарти звучання часів Minor Threat. Вони отримали назву emotion, завдяки певним гуртам, а також тому, як звучала музика та якими були тексти.
Після того як Minor Threat розпався наприкінці 1983 року, повна життя вашингтонська хардкор-панкова сцена, що спалахнула на початку 80-х, здається, стала втрачати запал та свіжі ідеї в рамках утвореного вашингтонського хардкорового звучання. Посмертний диск Minor Threat «Salad Days» вийшов в 1985 році. Він став ознаменуванням кінця вашингтонського хардкора. Групи по всій країні стали шукати нові напрямки: DRI та Bad Brains почали грати кросовер-треш, 7 Seconds пішов у U2 джангл-альтернатив і т. д. Стиль Вашингтона став змінюватися переважно у напрямку до методичного року з панківською чуттєвістю.

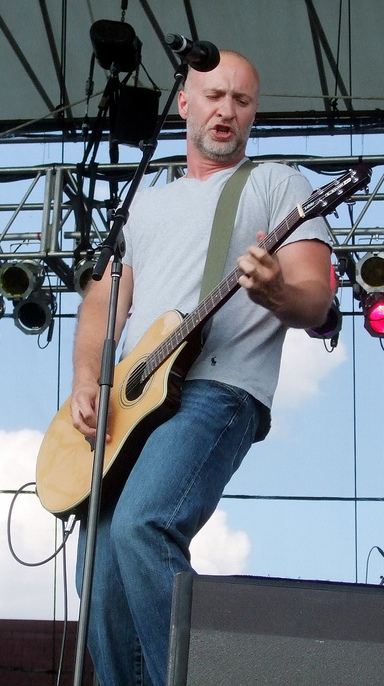
Bob Mould (Hüsker Dü), 2007 рік

Навесні 1984 року з учасників The Untouchables, Faith та Дедлайн сформувалася новий гурт під назвою Rites Of Spring. Цей гурт зберіг панківську швидкість та агресивність, але додає абсолютно нову вокальну техніку. Співак Гай Піцціотто (Guy Picciotto) майже весь час утримує несамовитий панківський стиль співу, час від часу заглиблюючись в дуже особисту лірику. У кульмінаційних моментах його голос перетворюється на горловий сиплий стогін. Цей гурт став першим, який позначили терміном «emotion».
1984 рік ознаменувався виходом альбому Zen Arcade гурта Hüsker Dü з Міннеаполіса, що став свідченням їх нового соковитого звуку, який поєднував м'яку, негативну вокальну подачу та середні гітари з уповільненими фатальними темпами та легшим, хаотичним написанням текстів пісень.

### Перевинайдення та розвиток: 1990-ті
Слідом за успіхом альбому Nevermind (1991) гурту Nirvana андеґраундна музика в США перетворилась на суцільний великий бізнес. З'явились нові дистриб'юторські мережі, а розрізнені інді-гурти отримали доступ на національний рівень. Підлітки по всій країні оголосили себе прихильниками незалежної музики, і бути панком стало популярно. В цьому новому музичному кліматі, естетика емо почала рух до мейнстріму.
До середини 1990-х років на території США з'являються численні емо-гурти: Braid, Christie Front Drive, Mineral, Jimmy Eat World, The Get Up Kids, The Promise Ring. На східному узбережжі з'явились недовгий час існувавші гурти Texas Is the Reason та Lifetime. Альбом Hello Bastards (1995) гурта Lifetime був проданий десятками тисяч копій, а творчість гурта надихнула ряд більш пізніх гуртів з Нью-Джерсі та Лонг-Айленду, серед яких Brand New, Glassjaw, Midtown, The Movielife, My Chemical Romance, Saves the Day, Senses Fail, Taking Back Sunday и Thursday.
До кінця 1990-х емо-сцена продовжила свій розвиток. Лейбл Deep Elm Records розпочав видання серії компіляцій під назвою The Emo Diaries, яка включала переважно маловідомих виконавців, а також такі гурти, як Jimmy Eat World, Further Seems Forever, Samiam и The Movielife. На лейблі Drive-Thru Records видавались Midtown, The Starting Line, The Movielife, Something Corporate та найуспішніша в ряду New Found Glory. На лейблі Vagrant Records видавались The Anniversary, Reggie and the Full Effect, The New Amsterdams, Alkaline Trio, Saves the Day, Dashboard Confessional, Hey Mercedes, Hot Rod Circuit та інші.

### Популярність: 2000-ні
На початку 2000-х років «емо» стало популярним культурним явищем, яке знайшло відбиття в субкультурі, моді на одяг та стилі життя, знаходячись під впливом інді-культури і хардкор-культури. Виникла популярна емо (субкультура).
Через широкий успіх гуртів The Get Up Kids, Jimmy Eat World, The Promise Ring та Dashboard Confessional, багато хто з пуристів емо-музики не сприймали останніх, часто називаючи їх «мол-емо» (англ. mall emo — продажне емо). Пізніше успіх серед широкого загалу отримали також Saves the Day, Taking Back Sunday та похмуріша і агресивніша Thursday.

## Напрямки звучання Емо-стилю. Гурти-представники
Перше значення «емо» було загальною назвою закордонних музичних гуртів, які орієнтувалися у своїй творчості на виконання панк-року різноманітних стилів.
Сам жанр панк-року виник в середині 70-х років XX-го ст. у Великій Британії та США. Ця музика була безпосередньо пов'язана з субкультурою панку, яка характеризується епатажем, хуліганством та загальним нонконформізмом. Для музичних композицій панків були характерними — достатньо високий темп музики, вкрай енергійний вокал (впритул до виявлення агресії виконавцем безпосередньо під час виступу), нескладний акомпанемент відносно коротким трекам. Їх тексти часто були просякнуті нігілізмом, а також соціально-політичною тематикою.
Основна відмінність створених емо-гуртів полягала у тому, що музика цих колективів містила яскраво виражене емоційне забарвлення. Записи випускались на той час на вінілових дисках (платівках) невеликими тиражами, зовсім не в повному обсязі, і, відповідно — широко не розповсюджувались через відсутність (на той момент) масового попиту на подібну музику. Та, зрештою, частина з них була переведена в цифровий формат та перевидана на CD-дисках, що і зробило можливим отримати до них доступ в сусідніх країнах не лише ляхом прямої покупки, але і завантажування через мережу Інтернет.
Не дивлячись на триваючі і досі суперечки про можливість чіткого розподілу музики емо так званого «першого покоління» на жанри та напрямки, можна, опираючись на основні відмінності в звучанні та темах текстів розділити її на чотири основні великі групи: «Емо», «Хаотичне емо», «Скримо» и «Розумне емо».
Гурти, що відносяться до просто «Емо», існували в період другої половини 80-х років до середини 90-х XX-го ст. До них можна віднести: Rites of Spring, Moss Icon, The Hated, Indian Summer, Julia.
Стиль «Емо» виник на основі нью-йоркського хардкору, проте, на відміну від хардкор-панк-року — був у куди більшій мірі насичений емоційно, що і відобразилось в неприхованому намаганні досягти мелодійності. При тому, що у цих гуртів воно виражено в різній степені — визначення даної степені більше залежить від особистого сприйняття слухача, — саме з цих музичних команд прийнято починати відлік виникнення емо-музики. 1985 рік, коли стало зрозуміло, що з'явився новий напрямок, називають «революційним літом».
«Хаотичне емо» — представлене гуртами Honeywell, Swing Kids, Mohinder, Portraits of Past, Union of Uranus, Saetia — було певною проміжною ланкою між минулим та майбутнім емо-звучанням. Охоплюючи період з ранніх 90-х років до завершення цього ж десятиліття, їх музика також містила в собі обов'язковий емоційний елемент, будучи, разом з тим — достатньо строгим взірцем хард-кору. Багато сучасних музичних шаблонів емо-гуртів були взяті саме з творчості тих же Portraits of Past. при цьому, звучання гуртів, що виконують цей стиль, як зрозуміло із самої назви, куди хаотичніше, і, разом з тим — більш жорстке, в них немає а ні найменших ознак «солодкуватості». Union of Uranus, Saetia, будучи представниками наступної хвилі «хаотичного емо» ввібрали в себе також деякі ознаки «металу». Ці два гурти особливо вплинули на виниклий надалі стиль «Скримо».
До «Скримо» відносять такі колективи, як Jerome's Dream, Hassan I Sabbah, Orchid, Usurp Synapse, Reversal of Man. З'явившись наприкінці 90-х років та існуючи по сьогодення, цей стиль отримав свою назву, доволі суперечливу для багатьох шанувальників емо та скоріш схожу на певний формат лейблу звукозапису. В межах цього «скрімо-формату» була видана доволі велика кількість музики цих та подібних до них гуртів. Намагаючись уникнути «затирання» сприйнятих штампів від «Хаотичного емо», скрімо-гурти намагались органічно поєднати у своїх музичних композиціях бурхливу хаотичність з її повною протилежністю. Надалі це часто призводило швидше до виникнення доволі моторошних для слуху (чи, навпаки — занадто «солодких») мелодій та ритмів. особливо це було характерно для тих виконавців емо-музики, тексти яких також були перенасичені навмисною «емоційністю». На їх тлі музика перерахованих класичних скрімо-гуртів сприймається як куди строгіша та, разом з тим, швидша за ритмом.
Продовжуючи творчість в XXI столітті, багато з утворених раніше скрімо-гуртів взялись експериментувати зі звучанням, поєднуючи сучасну манеру з динамічно-контрастним звуком за прикладом гуртів 80-х, таких як ті ж Moss Icon. Результатом подібного свідомого комбінування стали оригінальні мелодії стилю, що був названий як «Розумне емо». Гурти City of Caterpillar, Envy, Pg.99, Circle Takes The Square поєднують горлове вокальне звучання з різкими звуковими атаками в стилі ранніх 90-х не тільки зі вже звичними для них скрімо-елементами, але і додають до цього, вже зміненого стилю емо, пост-рокові мотиви.